# Championnat d'Asie féminin de basket-ball des moins de 16 ans 2011
Navigation
Inde 2009 Sri Lanka 2013
Le championnat d'Asie féminin de basket-ball des moins de 16 ans 2011 se déroule à Jinan en Chine du 4 au 11 décembre 2011. Il s'agit de la deuxième édition de la compétition, instaurée en 2009.

## Équipes participantes

### Qualifications

#### Niveau I
6 équipes, issues du Championnat d'Asie U16 de l'édition précédente, sont qualifiées pour ce niveau.
| Mode de qualification                          | Places | Nations qualifiées              |
| ---------------------------------------------- | ------ | ------------------------------- |
| Demi-finalistes du Championnat d'Asie U16 2009 | 4      | Chine Japon Taïwan Corée du Sud |
| 5e et 6e du Championnat d'Asie U16 2009        | 2      | Inde Malaisie                   |

#### Niveau II
6 équipes, issues du Championnat d'Asie U16 de l'édition précédente, sont qualifiées pour ce niveau.
| Mode de qualification     | Places | Nations qualifiées                                       |
| ------------------------- | ------ | -------------------------------------------------------- |
| 6 équipes de la FIBA Asie | 6      | Hong Kong Macao Malaisie Ouzbékistan Singapour Sri Lanka |

## Rencontres

### Premier tour
Légende des classements
- Qualifié pour les demi-finales
- Repêché en barrages de qualifications pour le Niveau I

#### Niveau I
| Rang | Équipe       | Pts | J | G | P | Pp  | Pc  | Diff |  | Résultats (dom.\ext.) |   |       |        |        |        |        |
| ---- | ------------ | --- | - | - | - | --- | --- | ---- |  | --------------------- | - | ----- | ------ | ------ | ------ | ------ |
| 1    | Japon        | 10  | 5 | 5 | 0 | 478 | 303 | 175  |  | Japon                 |   | 92-87 | 83-67  | 107-77 | 94-45  | 102-27 |
| 2    | Chine        | 9   | 5 | 4 | 1 | 572 | 319 | 253  |  | Chine                 | - |       | 111-58 | 105-91 | 125-49 | 144-29 |
| 3    | Corée du Sud | 8   | 5 | 3 | 2 | 394 | 372 | 22   |  | Corée du Sud          | - | -     |        | 98-77  | 85-57  | 86-44  |
| 4    | Taïwan       | 7   | 5 | 2 | 3 | 463 | 410 | 53   |  | Taïwan                | - | -     | -      |        | 99-67  | 119-33 |
| 5    | Inde         | 6   | 5 | 1 | 4 | 305 | 469 | -164 |  | Inde                  | - | -     | -      | -      |        | 87-66  |
| 6    | Philippines  | 5   | 5 | 0 | 5 | 199 | 538 | -339 |  | Philippines           | - | -     | -      | -      | -      |        |

#### Niveau II
| Rang | Équipe      | Pts | J | G | P | Pp  | Pc  | Diff |  | Résultats (dom.\ext.) |   |       |       |       |       |       |
| ---- | ----------- | --- | - | - | - | --- | --- | ---- |  | --------------------- | - | ----- | ----- | ----- | ----- | ----- |
| 1    | Malaisie    | 10  | 5 | 5 | 0 | 313 | 227 | 86   |  | Malaisie              |   | 61-57 | 54-49 | 69-54 | 70-37 | 59-30 |
| 2    | Hong Kong   | 9   | 5 | 4 | 1 | 340 | 219 | 121  |  | Hong Kong             | - |       | 73-44 | 65-50 | 64-36 | 81-28 |
| 3    | Singapour   | 8   | 5 | 3 | 2 | 311 | 291 | 20   |  | Singapour             | - | -     |       | 72-54 | 72-55 | 74-55 |
| 4    | Sri Lanka   | 7   | 5 | 2 | 3 | 278 | 303 | -25  |  | Sri Lanka             | - | -     | -     |       | 63-46 | 57-51 |
| 5    | Ouzbékistan | 6   | 5 | 1 | 4 | 253 | 345 | -92  |  | Ouzbékistan           | - | -     | -     | -     |       | 79-76 |
| 6    | Macao       | 5   | 5 | 0 | 5 | 240 | 350 | -110 |  | Macao                 | - | -     | -     | -     | -     |       |

### Tableau final
|  | Demi-finales     | Demi-finales     | Demi-finales     | Demi-finales     |                               |              | Finale           | Finale           | Finale           | Finale           |
|  |                  |                  |                  |                  |                               |              |                  |                  |                  |                  |
|  | 10 décembre 2011 | 10 décembre 2011 | 10 décembre 2011 | 10 décembre 2011 |                               |              | 11 décembre 2011 | 11 décembre 2011 | 11 décembre 2011 | 11 décembre 2011 |
|  | 2                | Chine            | 78               | 78               |                               |              | 11 décembre 2011 | 11 décembre 2011 | 11 décembre 2011 | 11 décembre 2011 |
|  | 2                | Chine            | 78               | 78               |                               |              | 11 décembre 2011 | 11 décembre 2011 | 11 décembre 2011 | 11 décembre 2011 |
|  | 3                | Corée du Sud     | 79               | 79               |                               |              | 11 décembre 2011 | 11 décembre 2011 | 11 décembre 2011 | 11 décembre 2011 |
|  | 3                | Corée du Sud     | 79               | 79               | Corée du Sud                  | Corée du Sud | 56               | 56               |                  |                  |
|  | 10 décembre 2011 |                  |                  |                  | Corée du Sud                  | Corée du Sud | 56               | 56               |                  |                  |
|  |                  |                  | Japon            | Japon            | 102                           | 102          |                  |                  |                  |                  |
|  | 1                | Japon            | Japon            | Japon            | 102                           | 102          | 84               | 84               |                  |                  |
|  | 1                | Japon            |                  |                  |                               |              |                  | 84               |                  |                  |
|  | 4                | Taïwan           | 55               | 55               |                               |              |                  |                  |                  |                  |
|  | 4                | Taïwan           | 55               | 55               | Match pour la troisième place |              |                  |                  |                  |                  |
|  |                  |                  |                  |                  |                               |              |                  |                  |                  |                  |
|  | 11 décembre 2011 |                  |                  |                  |                               |              |                  |                  |                  |                  |
|  | Chine            | Chine            | 105              | 105              |                               |              |                  |                  |                  |                  |
|  | Chine            | Chine            | 105              | 105              |                               |              |                  |                  |                  |                  |
|  | Taïwan           | Taïwan           | 69               | 69               |                               |              |                  |                  |                  |                  |
|  | Taïwan           | Taïwan           | 69               | 69               |                               |              |                  |                  |                  |                  |

### Barrages de qualifications pour leNiveau I
Les gagnants de ces 2 matchs sont promus au Niveau I du Championnat d'Asie U16 2013.
| 10 décembre 2011 13 h 00 UTC+08:00 | Rapport | Inde                                               | 81-51 | Hong Kong |  | Olympic Sports Center, Jinan |
| 10 décembre 2011 13 h 00 UTC+08:00 | Rapport | Score par quart-temps : 21-12, 19-13, 22-10, 19-16 |       |           |  | Olympic Sports Center, Jinan |

| 10 décembre 2011 15 h 00 UTC+08:00 | Rapport | Philippines                                       | 55-66 | Malaisie |  | Olympic Sports Center, Jinan |
| 10 décembre 2011 15 h 00 UTC+08:00 | Rapport | Score par quart-temps : 13-23, 13-18, 9-14, 20-11 |       |          |  | Olympic Sports Center, Jinan |

## Classement final
| Place                    | Équipe       | Vict.-Déf. |
| ------------------------ | ------------ | ---------- |
| Médaille d'or, Asie      | Japon        | 7 - 0      |
| Médaille d'argent, Asie  | Corée du Sud | 4 - 3      |
| Médaille de bronze, Asie | Chine        | 5 - 2      |
| 4                        | Taïwan       | 2 - 5      |
| 5                        | Inde         | 2 - 4      |
| 6                        | Philippines  | 0 - 6      |
| 7                        | Malaisie     | 6 - 0      |
| 8                        | Hong Kong    | 4 - 2      |
| 9                        | Singapour    | 3 - 2      |
| 10                       | Sri Lanka    | 2 - 3      |
| 11                       | Ouzbékistan  | 1 - 4      |
| 12                       | Macao        | 0 - 5      |

- Qualification pour la Coupe du Monde U17 2012

## Leaders statistiques

### Points
| Place | Nom           | Équipe    | PPM  |
| ----- | ------------- | --------- | ---- |
| 1     | Hiruni Perera | Sri Lanka | 20,6 |
| 2     | Ai Yamada     | Japon     | 18,9 |
| 3     | Li Gong       | Chine     | 18,7 |
| 4     | Wei An Chen   | Taïwan    | 16,9 |
| 5     | Wai Leung     | Hong Kong | 16,8 |